# More Gunfighter Ballads and Trail Songs
More Gunfighter Ballads and Trail Songs ist das sechste Studioalbum des US-amerikanischen Country-Sängers Marty Robbins. Es erschien im Juli 1960 bei Columbia Records und ist die Fortsetzung von Robbins’ Erfolgsalbum Gunfighter Ballads and Trail Songs.
More Gunfighter Ballads and Trail Songs erreichte Platz 21 der Billboard 200 und wurde in der jährlichen Umfrage der Zeitschrift Billboard unter Country-Musik-Discjockeys auf Platz 9 der Favorite C&W Albums des Jahres 1960 gewählt.

## Titelliste

### Seite 1
1. San Angelo (Text: Marty Robbins) 5:41
2. Prairie Fire (Joe Babcock) 2:14
3. Streets of Laredo (Francis Henry Maynard) 2:47
4. Song of the Bandit (Bob Nolan) 2:30
5. I’ve Got No Use for the Women (Dean Fitzer, Prescott Brown, Travis B. Hale) 3:21

### Seite 2
1. Five Brothers (Tompall Glaser) 2:13
2. Little Joe the Wrangler (N. Howard Thorp) 4:07
3. Ride, Cowboy Ride (Lee Emerson) 3:15
4. This Peaceful Sod (Jim Glaser) 1:54
5. She Was Young and She Was Pretty (Marty Robbins) 2:58
6. My Love (Marty Robbins) 1:45

## Rezeption
Bruce Eder von AllMusic vergab viereinhalb von fünf Sternen und stellte fest, dass es „dem Vorgängeralbum ähnelt, wobei der Klang des Gesangs ein wenig reduzierter und vielleicht weniger romantisierend ist als auf dem Vorgängeralbum.“